# 沖宮那美
沖宮 那美（おきみや なみ、1990年6月8日 - ）は、日本のAV女優。HANAYA PROJECT所属。

## 略歴
2023年7月、マドンナの専属女優としてAVデビュー。
2024年2月5日週FANZAレンタルフロアランキングにて、デビュー作が8位獲得。
2024年8月発売『月刊FANZA』同年10月号で発表された、FANZA2024年上半期女優ランキングで8位にランクインした。
2025年2月17日週FANZA通販フロアランキングにて出演した『マドンナALL専属バスツアー2025 ハーレムを掴み取った男たちが極上の美女を独占!! 酒池肉林のお祭りはまだまだ続く!! 夢の大共演 & 大乱交FESTIVAL!! 後編』が初登場8位となる。

## 人物
趣味は温泉旅行、特技はマッサージ。
結婚3年目（デビュー時点）の既婚者で、夫とセックスもしており、夫婦仲は良好であると話している。
幼稚園の時から性に興味を持ち、その頃から股間を床に擦りつける行為をしていた。意識してのオナニーは中学生になってからで、指だけでなくブラシやキュウリなども使用していた。
初体験は高校3年の時で、相手は最初に付き合った同じバイト先の同年代の男の子で野外だった。
AVデビューの理由は、興味があったから。

## 作品
◎はBD版発売作品。

### アダルトDVD / BD
- 誕生 沖宮那美 33歳 AV DEBUT 100年に1度の大型新人、現る―。（7月25日、マドンナ）◎
- 100年に1度の大型新人 第2弾!!驚異の中出し解禁!! ヌードモデルNTR 上司と羞恥に溺れた妻の衝撃的浮気映像（8月22日、マドンナ）◎
- 人妻秘書、汗と接吻に満ちた社長室中出し性交 淫・技・体すべてがパーフェクト…Madonna最高峰の『新人』登場―。（9月26日、マドンナ）
- 100年に一人の大型専属、超人気シリーズに登場!! 夫と子作りSEXをした後はいつも義父に中出しされ続けています…。（10月24日、マドンナ）◎
- 妻には口が裂けても言えません、義母さんを孕ませてしまったなんて…。 ―1泊2日の温泉旅行で、我を忘れて中出ししまくった僕。―（11月28日、マドンナ）◎
- 取引先の傲慢社長に中出しされ続けた出張接待。 専属美女、イイ女のスーツ『美』―。（12月26日、マドンナ）
- 世界一豪華な記念作!! マドンナ20周年記念 湯煙舞う中出し無制限 史上初ALL専属バスツアー!! 前編 4時間OVER 2枚組!!（12月26日、マドンナ）◎

- Madonna20周年記念!!豪華専属の共演作品!! 修学旅行の下見先で先輩女教師2人と相部屋…一泊二日で計10発、夜が明けるまで何度も何度も抜かれまくった僕 愛弓りょう 沖宮那美（1月9日、マドンナ）◎
- 世界一豪華な記念作!! マドンナ20周年記念 感動と絶頂のフィナーレ 湯煙舞う中出し無制限史上初ALL専属バスツアー!! 後編 ～大競’宴’はまだまだ終わらない!! 中出し無制限の大乱交!!～（1月30日、マドンナ）◎
- 美しき人妻肉便器たち 恥辱の中出しバトル・ロワイヤル ～鬼畜資産家たちが集う狂気と欲望に満ちた賭博宿～ 沖宮那美 栗山莉緒 水川スミレ 竹内有紀（2月13日、マドンナ）◎
- 100年に一度の大型新人、待望のソーププレイ初・解・禁!! -身も心も相性抜群の2人-。‘想い’と‘唇’が重なる濃密接吻ソープ 沖宮那美（2月27日、マドンナ）◎
- 悪女NTR ～あなたの夫を奪う事が私の復讐…～ 沖宮那美（3月26日、マドンナ）
- 息子の友達の制御不能な絶倫交尾でイカされ続けて… 沖宮那美（4月23日、マドンナ）
- ストリップ劇場で舞う人妻 沖宮那美 沖宮那美（5月28日、マドンナ）
- リゾートプールNTR 専属イイ女×大人のビキニ…背徳感と開放感が交錯するNTRドラマ―。 沖宮那美（6月25日、マドンナ）
- ママ友に誘われたマッチングアプリで、‘推しの年下’を一緒に甘く飼い慣らす。 沖宮那美 宇流木さらら（7月23日、マドンナ）
- 沖宮那美 The First Anniversary 7時間 ～100年に1度の奇跡ー。マドンナが誇る大型専属 待望の《初ベスト》1周年記念SPECIAL～（7月30日、マドンナ）※単体ベスト
- 私の自慢の嫁ちゃんを晒します。 《大型専属》美ボディ × 神クビレを初『晒し』!! 沖宮那美（8月27日、マドンナ）
- 密着セックス ～旅行先で夫の上司と深まる不貞愛～ 沖宮那美（9月24日、マドンナ）
- 汗ほとばしる人妻の圧倒的な腰振りで、僕は一度も腰を動かさずに中出ししてしまった。 沖宮那美（10月22日、マドンナ）
- 職場不倫… 転勤間際の今までで最も雑でいて一番激しく快楽に満ちた性交 沖宮那美（11月26日、マドンナ）
- 時には勝手に痴女りたい…。Madonna専属 究極美熟女『沖宮那美』お貸ししますー。（12月24日、マドンナ）

- スイートルームNTR 妻から送られてきた疑惑の写真 沖宮那美（1月28日、マドンナ）
- 永遠に終わらない、中出し輪姦の日々。 沖宮那美（2月25日、マドンナ）
- マドンナALL専属バスツアー2025 極上の美女を1人占めするのは僕だ!! 夢のハーレムを掴み取れ!! 総勢37名の大乱交SPECIAL!! 前編（2月25日、マドンナ）◎
- 背徳の寝取らせシアタールーム 低俗男たちの醜い肉棒で汚された貞淑妻ー。 沖宮那美（3月25日、マドンナ）
- マドンナALL専属バスツアー2025 ハーレムを掴み取った男たちが極上の美女を独占!! 酒池肉林のお祭りはまだまだ続く!! 夢の大共演 & 大乱交FESTIVAL!! 後編（3月25日、マドンナ）◎
- 高級クラブの人妻、太客の汗と体液にまみれた、閉店後中出し枕営業―。 沖宮那美（4月22日、マドンナ）
- 都会の喧騒を離れた旅先で 偶然出会った人妻・那美さんと… ゆきずりの中出し温泉交尾 沖宮那美（5月27日、マドンナ）
- Madonna専属2周年記念 沖宮那美 緊縛解禁!! 麻縄に溺れた人妻 沖宮那美（6月24日、マドンナ）
- 息子の友人ともう5年間、セフレ関係を続けていますー。 年下の子と不埒な火遊び…中出し情事に溺れる私。 沖宮那美（7月8日、マドンナ）

### アダルトVR
- 初VR 沖宮那美 超高画質8K 沖宮那美と2人きりの濃密な時間を過ごす筋書きのないSEXをしてみませんか? 「今日は私が好きに動くからね」 本気の美熟女に永遠に捕食され続ける僕（6月21日、マドンナ）

- 超高画質8KVR 『あーあ、もう帰れなくなっちゃったね』 確信犯的にホテルへ連れ込み僕を犯す女上司 新卒の僕は一歩も動けずに朝まで中出しさせられ続けてしまった。 沖宮那美（1月31日、マドンナ）

### アダルト配信
- 配信限定 マドンナ専属女優の『リアル』解禁。 MADOOOON!!!! 沖宮那美 ハメ撮り（1月2日、マドンナ）

### イメージDVD / BD
- 神クビレ〜女神降臨〜（2024年1月28日、oldman par）◎

### 写真集
- 沖宮那美写真集『神クビレ 〜女神降臨〜』（2024年1月24日、ジーウォーク、撮影：太田清隆）ISBN 978-4-86717-662-7
- ビジュアルヌード・ポーズBOOK act 沖宮那美（2025年6月23日、二見書房、撮影：長谷川朗）ISBN 978-4-576-25065-6

### デジタル写真集
- 美熟 33歳人妻の誘惑 沖宮那美（12月26日、徳間書店、撮影：舞山秀一）

- 沖宮那美ヌード写真集「Divine」 週刊大衆デジタル写真集NUDE：29（1月31日、双葉社、撮影：篠原潔）
- れいむ 沖宮那美 vol.01～vol.04（2月16日、ジーウォーク、撮影：太田清隆）

## 出演・掲載

### YouTube
- 【熟女の履歴書】－第86回前編－沖宮那美さんの巻〜幼稚園の時からしてみたくて〜（2023年12月17日、夕やけちゃんねる）
- 【熟女の履歴書】－第86回後編－沖宮那美さんの巻〜カメラを自分でセットして〜（2023年12月18日、夕やけちゃんねる）

### 雑誌
- 週刊大衆 2023年10月16・23日合併号（双葉社） - 袋とじ「100年に一度の逸材! 沖宮那美「33歳の美人妻が脱いだ!」」
- 月刊FANZA 2023年12月号（ジーオーティー） - インタビュー「女優インタビュー」
- 週刊大衆 2023年11月20日号（双葉社） - 特別付録「沖宮那美&北条麻妃 前から後ろから♡ 秋の人妻ヌード特大全裸Wポスター」
- 週刊アサヒ芸能 2023年12月7日号（徳間書店） - 袋とじ「21世紀熟女、現る! 麗しき33歳 沖宮那美」